# Coppa del mondo di scherma 2024
La Coppa del Mondo di scherma 2023-2024 è stata la 53ª edizione della competizione organizzata ogni anno dalla Federazione internazionale della scherma. È iniziata il 9 novembre 2023 ad Algeri e si è conclusà nell'estate 2024 con le Olimpiadi di Parigi. Il calendario ufficiale ha previsto otto competizioni per arma (cinque tornei di Categoria A e tre Grand Prix), oltre ai campionati continentali, mondiali e giochi olimpici.

## Distribuzione dei punti

### Individuale
Le competizioni del calendario si suddividono in cinque categorie. Tutte portano dei punti validi per la Coppa del Mondo secondo un coefficiente prestabilito: 1 per le prove di Coppa del Mondo e i campionati continentali, 1,5 per i Grand Prix, 2,5 per i campionati mondiali e 3 per i Giochi olimpici. I tornei satellite, destinati a far familiarizzare i giovani schermidori con le competizioni internazionali, portano pochi punti.
Per calcolare la classifica di uno schermidore, contano solamente i cinque migliori punteggi ottenuti durante le prove di Coppa del Mondo, Grand Prix e satellite, oltre ai campionati mondiali e ai Giochi olimpici..
| Pos.                               | 1  | 2  | 3-4 | 5-8 | 9-16 | 17-32 | 33-64 | 65-96 | 97-128 | 129-256 |
| ---------------------------------- | -- | -- | --- | --- | ---- | ----- | ----- | ----- | ------ | ------- |
| Satellite                          | 4  | 3  | 2   | 1   | 0    | 0     | 0     | 0     | 0      | 0       |
| Coppa del Mondo                    | 32 | 26 | 20  | 14  | 8    | 4     | 2     | 1     | 0,5    | 0,25    |
| Campionati continentali Grand Prix | 48 | 39 | 30  | 21  | 12   | 6     | 3     | 1,5   | 0,75   | 0,375   |
| Campionati mondiali                | 80 | 65 | 50  | 35  | 20   | 10    | 5     | 2,5   | 1,25   | 0,625   |
| Giochi olimpici                    | 96 | 78 | 60  | 42  | 24   | 12    | 6     | 3     | 1,5    | 0,75    |

### A squadre
La distribuzione dei punti è la stessa per tutte le competizioni a squadre, tranne che per i campionati mondiali che portano il doppio dei punti.
Per calcolare la classifica di una squadre, contano solamente i quattro migliori risultati delle prove di Coppa del Mondo, oltre a quelli di campionati mondiali o Olimpiadi e dei campionati continentali.
| Pos.                                    | 1   | 2   | 3  | 4  | 5  | 6  | 7  | 8  | 9  | 10 | 11 | 12 | 13 | 14 | 15 | 16 | 17-32 |
| --------------------------------------- | --- | --- | -- | -- | -- | -- | -- | -- | -- | -- | -- | -- | -- | -- | -- | -- | ----- |
| Campionati continentali Coppa del Mondo | 64  | 52  | 40 | 36 | 32 | 30 | 28 | 26 | 25 | 24 | 23 | 22 | 21 | 20 | 19 | 18 | 8     |
| Campionati mondiali                     | 128 | 104 | 80 | 72 | 64 | 60 | 56 | 52 | 50 | 48 | 46 | 44 | 42 | 40 | 38 | 36 | 16    |

## Calendario
| Legenda | Abbreviazione | Categoria               |
|         | OL            | Giochi olimpici         |
|         | CM            | Campionati mondiali     |
|         | CC            | Campionati continentali |
|         | GP            | Grand Prix              |
|         | CdM           | Coppa del Mondo         |
|         | Sat           | Tornei satelliti        |

### Donne

#### Circuito principale
| Data             | Nome e luogo                            | Cat. | Arma     | Tipo    | Vincitrice                                                                               | Finalista                                                                                     | Semifinaliste                                                                                 | T      |
| ---------------- | --------------------------------------- | ---- | -------- | ------- | ---------------------------------------------------------------------------------------- | --------------------------------------------------------------------------------------------- | --------------------------------------------------------------------------------------------- | ------ |
| 9 novembre 2023  | Coppa del Mondo Algeri                  | CdM  | Sciabola | Indiv.  | Sara Balzer                                                                              | Olha Kharlan                                                                                  | Déspina Georgiádou Theodóra Gkountoúra                                                        | [ 3 ]  |
| 9 novembre 2023  | Coppa del Mondo Algeri                  | CdM  | Sciabola | Squadre | Corea del Sud Choi Se-bin Jeon Ha-young Seo Ji-yeon Yun So-yeon                          | Francia Manon Apithy-Brunet Sara Balzer Sarah Noutcha Caroline Quéroli                        | Ungheria Sugár Katinka Battai Renáta Katona Liza Pusztai Luca Szűcs                           | [ 4 ]  |
| 10 novembre 2023 | Coppa del Mondo Legnano                 | CdM  | Spada    | Indiv.  | Margherita Guzzi Vincenti                                                                | Pauline Brunner                                                                               | Aleksandra Jarecka Katrina Lehis                                                              | [ 5 ]  |
| 10 novembre 2023 | Coppa del Mondo Legnano                 | CdM  | Spada    | Squadre | Ucraina Dzhoan Feybi Bezhura Inna Brovko Vlada Char'kova Olena Kryvytska                 | Corea del Sud Kang Young-mi Lee Hye-in Song Se-ra Yu Dan-woo                                  | Polonia Renata Knapik-Miazga Magdalena Pawłowska Martyna Swatowska-Wenglarczyk Ewa Trzebińska | [ 6 ]  |
| 7 dicembre 2023  | Coppa Peter Bakonyi Vancouver           | CdM  | Spada    | Indiv.  | Coraline Vitalis                                                                         | Isabel Di Tella                                                                               | Camille Nabeth Ruien Xiao                                                                     | [ 7 ]  |
| 7 dicembre 2023  | Coppa Peter Bakonyi Vancouver           | CdM  | Spada    | Squadre | Estonia Julia Beljajeva Nelli Differt Irina Embrich Kristina Kuusk                       | Stati Uniti Anne Cebula Margherita Guzzi Vincenti Katharine Holmes Catherine Nixon            | Ucraina Dzhoan Feybi Bezhura Inna Brovko Vlada Char'kova Olena Kryvytska                      | [ 8 ]  |
| 8 dicembre 2023  | Trofeo Nuoma Orléans                    | GP   | Sciabola | Indiv.  | Manon Apithy-Brunet                                                                      | Olha Kharlan                                                                                  | Sara Balzer Cécilia Berder                                                                    | [ 9 ]  |
| 8 dicembre 2023  | Coppa del Mondo Novi Sad                | CdM  | Fioretto | Indiv.  | Alice Volpi                                                                              | Lee Kiefer                                                                                    | Leonie Ebert Jessica Guo                                                                      | [ 10 ] |
| 8 dicembre 2023  | Coppa del Mondo Novi Sad                | CdM  | Fioretto | Squadre | Stati Uniti Jacqueline Dubrovich Lee Kiefer Zander Rhodes Lauren Scruggs                 | Italia Arianna Errigo Martina Favaretto Francesca Palumbo Alice Volpi                         | Giappone Sera Azuma Komaki Kikuchi Karin Miyawaki Yūka Ueno                                   | [ 11 ] |
| 11 dicembre 2023 | Challenge international de Paris Parigi | CdM  | Fioretto | Indiv.  | Chen Qingyuan                                                                            | Elena Tangherlini                                                                             | Martina Favaretto Jessica Guo                                                                 | [ 12 ] |
| 11 dicembre 2023 | Challenge international de Paris Parigi | CdM  | Fioretto | Squadre | Italia Arianna Errigo Martina Favaretto Francesca Palumbo Alice Volpi                    | Francia Anita Blaze Éva Lacheray Pauline Ranvier Ysaora Thibus                                | Polonia Hanna Łyczbińska Martyna Synoradzka Julia Walczyk-Klimaszyk Karolina Zurawska         | [ 13 ] |
| 12 gennaio 2024  | Grand Prix Tunisi                       | GP   | Sciabola | Indiv.  | Lucía Martín-Portugués                                                                   | Nisanur Erbil                                                                                 | Choi Se-bin Chiara Mormile                                                                    | [ 14 ] |
| 29 gennaio 2024  | Grand Prix del Qatar Doha               | GP   | Spada    | Indiv.  | Vivian Kong                                                                              | Giulia Rizzi                                                                                  | Hadley Husisian Daria Varfolomyeyeva                                                          | [ 15 ] |
| 9 febbraio 2024  | Grand Prix Torino                       | GP   | Fioretto | Indiv.  | Lee Kiefer                                                                               | Martina Favaretto                                                                             | Arianna Errigo Anne Sauer                                                                     | [ 16 ] |
| 9 febbraio 2024  | Città di Barcellona Barcellona          | CdM  | Spada    | Indiv.  | Vivian Kong                                                                              | Song Se-ra                                                                                    | Renata Knapik-Miazga Eszter Muhari                                                            | [ 17 ] |
| 9 febbraio 2024  | Città di Barcellona Barcellona          | CdM  | Spada    | Squadre | Italia Rossella Fiamingo Mara Navarria Giulia Rizzi Alberta Santuccio                    | Corea del Sud Kang Young-mi Lee Hye-in Lim Tae-hee Song Se-ra                                 | Cina Sun Yiwen Tang Junyao Xu Nuo Yu Sihan                                                    | [ 18 ] |
| 9 febbraio 2024  | Coppa del Mondo Lima                    | CdM  | Sciabola | Indiv.  | Olha Kharlan                                                                             | Sugár Katinka Battai                                                                          | Zaynab Dayibekova Elizabeth Tartakovsky                                                       | [ 19 ] |
| 9 febbraio 2024  | Coppa del Mondo Lima                    | CdM  | Sciabola | Squadre | Francia Manon Apithy-Brunet Cécilia Berder Sarah Noutcha Caroline Quéroli                | Italia Michela Battiston Martina Criscio Chiara Mormile Irene Vecchi                          | Ungheria Sugár Katinka Battai Renáta Katona Liza Pusztai Luca Szűcs                           | [ 20 ] |
| 22 febbraio 2024 | Coppa del Mondo Il Cairo                | CdM  | Fioretto | Indiv.  | Martina Favaretto                                                                        | Lee Kiefer                                                                                    | Jacqueline Dubrovich Martina Sinigalia                                                        | [ 21 ] |
| 22 febbraio 2024 | Coppa del Mondo Il Cairo                | CdM  | Fioretto | Squadre | Stati Uniti Jacqueline Dubrovich Lee Kiefer Lauren Scruggs Maia Weintraub                | Italia Arianna Errigo Martina Favaretto Francesca Palumbo Alice Volpi                         | Giappone Sera Azuma Karin Miyawaki Sumire Tsuji Yūka Ueno                                     | [ 22 ] |
| 1 marzo 2024     | Coppa Acropoli Atene                    | CdM  | Sciabola | Indiv.  | Sara Balzer                                                                              | Lucía Martín-Portugués                                                                        | Manon Apithy-Brunet Olha Kharlan                                                              | [ 23 ] |
| 1 marzo 2024     | Coppa Acropoli Atene                    | CdM  | Sciabola | Squadre | Francia Manon Apithy-Brunet Sara Balzer Cécilia Berder Sarah Noutcha                     | Ucraina Yuliya Bakastova Olha Kharlan Alina Komashchuk Olena Kravatska                        | Bulgaria Kalina Atanasova Olga Hramova Yoana Ilieva Emma Neikova                              | [ 24 ] |
| 8 marzo 2024     | Grand Prix Westend Budapest             | GP   | Spada    | Indiv.  | Anna Kun                                                                                 | Eszter Muhari                                                                                 | Marie-Florence Candassamy Nathalie Moellhausen                                                | [ 25 ] |
| 15 marzo 2024    | Grand Prix Washington                   | GP   | Fioretto | Indiv.  | Lee Kiefer                                                                               | Arianna Errigo                                                                                | Anne Sauer Lauren Scruggs                                                                     | [ 26 ] |
| 15 marzo 2024    | Coppa del Mondo Sint-Niklaas            | CdM  | Sciabola | Indiv.  | Sara Balzer                                                                              | Misaki Emura                                                                                  | Martina Criscio Theodóra Gkountoúra                                                           | [ 27 ] |
| 15 marzo 2024    | Coppa del Mondo Sint-Niklaas            | CdM  | Sciabola | Squadre | Francia Manon Apithy-Brunet Sara Balzer Cécilia Berder Sarah Noutcha                     | Ungheria Sugár Katinka Battai Anna Márton Liza Pusztai Luca Szűcs                             | Ucraina Yuliya Bakastova Olha Kharlan Alina Komashchuk Olena Kravatska                        | [ 28 ] |
| 22 marzo 2024    | Coppa del Mondo Nanchino                | CdM  | Spada    | Indiv.  | Giulia Rizzi                                                                             | Song Se-ra                                                                                    | Alberta Santuccio Martyna Swatowska-Wenglarczyk                                               | [ 29 ] |
| 22 marzo 2024    | Coppa del Mondo Nanchino                | CdM  | Spada    | Squadre | Italia Rossella Fiamingo Mara Navarria Giulia Rizzi Alberta Santuccio                    | Cina Sun Yiwen Tang Junyao Xu Nuo Yu Sihan                                                    | Ungheria Kinga Dekany Tamara Gnam Eszter Muhari Blanka Nagy                                   | [ 30 ] |
| 19 aprile 2024   | Coppa del Mondo Tbilisi                 | CdM  | Fioretto | Indiv.  | Alice Volpi                                                                              | Arianna Errigo                                                                                | Anna Cristino Martina Favaretto                                                               | [ 31 ] |
| 19 aprile 2024   | Coppa del Mondo Tbilisi                 | CdM  | Fioretto | Squadre | Italia Martina Batini Arianna Errigo Martina Favaretto Alice Volpi                       | Francia Anita Blaze Solène Butruille Éva Lacheray Pauline Ranvier                             | Stati Uniti Jacqueline Dubrovich Zander Rhodes Lauren Scruggs Maia Weintraub                  | [ 32 ] |
| 3 maggio 2024    | Grand Prix Cali                         | GP   | Spada    | Indiv.  | Auriane Mallo                                                                            | Giulia Rizzi                                                                                  | Federica Isola Nathalie Moellhausen                                                           | [ 33 ] |
| 3 maggio 2024    | Grand Prix Seul                         | GP   | Sciabola | Indiv.  | Araceli Navarro                                                                          | Sarah Noutcha                                                                                 | Sara Balzer Lucía Martín-Portugués                                                            | [ 34 ] |
| 3 maggio 2024    | Coppa del Mondo Hong Kong               | CdM  | Fioretto | Indiv.  | Maia Weintraub                                                                           | Elena Tangherlini                                                                             | Jacqueline Dubrovich Arianna Errigo                                                           | [ 35 ] |
| 3 maggio 2024    | Coppa del Mondo Hong Kong               | CdM  | Fioretto | Squadre | Italia Arianna Errigo Martina Favaretto Francesca Palumbo Alice Volpi                    | Francia Anita Blaze Solène Butruille Éva Lacheray Pauline Ranvier                             | Ucraina Kateryna Budenko Dariia Myroniuk Alina Poloziuk Olha Sopit                            | [ 36 ] |
| 17 maggio 2024   | Grand Prix Shanghai                     | GP   | Fioretto | Indiv.  | Martina Favaretto                                                                        | Julia Walczyk-Klimaszyk                                                                       | Lee Kiefer Pauline Ranvier                                                                    | [ 37 ] |
| 17 maggio 2024   | Coppa del Mondo Fujaira                 | CdM  | Spada    | Indiv.  | Vivian Kong                                                                              | Pauline Brunner                                                                               | Auriane Mallo Alberta Santuccio                                                               | [ 38 ] |
| 17 maggio 2024   | Coppa del Mondo Fujaira                 | CdM  | Spada    | Squadre | Corea del Sud Choi In-jeong Kang Young-mi Lee Hye-in Song Se-ra                          | Italia Rossella Fiamingo Mara Navarria Giulia Rizzi Alberta Santuccio                         | Svizzera Pauline Brunner Angeline Favre Aurore Favre Noemi Moeschlin                          | [ 39 ] |
| 17 maggio 2024   | Coppa del Mondo Plovdiv                 | CdM  | Sciabola | Indiv.  | Sara Balzer                                                                              | Olha Kharlan                                                                                  | Misaki Emura Déspina Georgiádou                                                               | [ 40 ] |
| 17 maggio 2024   | Coppa del Mondo Plovdiv                 | CdM  | Sciabola | Squadre | Ucraina Yuliya Bakastova Olha Kharlan Alina Komashchuk Olena Kravatska                   | Spagna Elena Hernández Lucía Martín-Portugués Araceli Navarro Celia Pérez Cuenca              | Francia Manon Apithy-Brunet Sara Balzer Cécilia Berder Sarah Noutcha                          | [ 41 ] |
| 6 giugno 2024    | Campionati africani Casablanca          | CC   | Spada    | Indiv.  | Alexandra Ndolo                                                                          | Camélia El Kord                                                                               | Shirwit Gaber Aya Hussein                                                                     | [ 42 ] |
| 6 giugno 2024    | Campionati africani Casablanca          | CC   | Spada    | Squadre | Egitto Nardin Ehab Shirwit Gaber Aya Hussein Loulwa Soliman                              | Sudafrica Ivana Simic Phakama Yantolo Phumza Yantolo -                                        | Marocco Dounia Aïtoutouhen Camélia El Kord Husna Tasnim Ellis Sarah Tahra Ellis               | [ 43 ] |
| 6 giugno 2024    | Campionati africani Casablanca          | CC   | Fioretto | Indiv.  | Yara El-Sharkawy                                                                         | Maxine Esteban                                                                                | Malak Hamza Noha Hany                                                                         | [ 44 ] |
| 6 giugno 2024    | Campionati africani Casablanca          | CC   | Fioretto | Squadre | Egitto Sara Amr Hossny Yara El-Sharkawy Malak Hamza Noha Hany                            | Tunisia Yasmine Ayari Nourane B'chir Mariem Khiari Yasmine Soussi                             | Marocco Camélia El Kord Manal Karmaoui Manal Saraa -                                          | [ 45 ] |
| 6 giugno 2024    | Campionati africani Casablanca          | CC   | Sciabola | Indiv.  | Lorina Essomba                                                                           | Nagwa Nofal                                                                                   | Renad El-Doksh Nada Hafez                                                                     | [ 46 ] |
| 6 giugno 2024    | Campionati africani Casablanca          | CC   | Sciabola | Squadre | Egitto Renad El-Doksh Nada Hafez Alanoud Hegazy Nagwa Nofal                              | Tunisia Aïcha Bouajina Yasmine Daghfous Rania Ferjani Yesmine Rezgui                          | Marocco Meriam Aboutaleb Hiba Dahbi Inès Hnaïni Manal Saraa                                   | [ 47 ] |
| 18 giugno 2024   | Campionato europeo Basilea              | CC   | Spada    | Indiv.  | Irina Embrich                                                                            | Auriane Mallo-Breton                                                                          | Angeline Favre Alberta Santuccio                                                              | [ 48 ] |
| 18 giugno 2024   | Campionato europeo Basilea              | CC   | Spada    | Squadre | Italia Rossella Fiamingo Mara Navarria Giulia Rizzi Alberta Santuccio                    | Ungheria Kinga Dékány Tamara Gnám Eszter Muhari Blanka Nagy                                   | Francia Marie-Florence Candassamy Alexandra Louis-Marie Auriane Mallo-Breton Coraline Vitalis | [ 49 ] |
| 18 giugno 2024   | Campionato europeo Basilea              | CC   | Fioretto | Indiv.  | Arianna Errigo                                                                           | Dariia Myroniuk                                                                               | Carolina Stutchbury Julia Walczyk-Klimaszyk                                                   | [ 50 ] |
| 18 giugno 2024   | Campionato europeo Basilea              | CC   | Fioretto | Squadre | Italia Arianna Errigo Martina Favaretto Francesca Palumbo Alice Volpi                    | Polonia Martyna Jelińska Hanna Łyczbińska Martyna Synoradzka Julia Walczyk-Klimaszyk          | Ungheria Kata Kondricz Dóra Lupkovics Aida Mohamed Flóra Pásztor                              | [ 51 ] |
| 18 giugno 2024   | Campionato europeo Basilea              | CC   | Sciabola | Indiv.  | Celia Pérez Cuenca                                                                       | Liza Pusztai                                                                                  | Zuzanna Cieślar Araceli Navarro                                                               | [ 52 ] |
| 18 giugno 2024   | Campionato europeo Basilea              | CC   | Sciabola | Squadre | Francia Manon Apithy-Brunet Cécilia Berder Sarah Noutcha Caroline Quéroli                | Ucraina Yuliya Bakastova Olha Kharlan Alina Komachtchouk Olena Kravatska                      | Spagna Elena Hernández Lucía Martín-Portugués Araceli Navarro Celia Pérez Cuenca              | [ 53 ] |
| 22 giugno 2024   | Campionati asiatici Al Kuwait           | CC   | Spada    | Indiv.  | Yu Sihan                                                                                 | Sun Yiwen                                                                                     | Kang Young-mi Song Se-ra                                                                      | [ 54 ] |
| 22 giugno 2024   | Campionati asiatici Al Kuwait           | CC   | Spada    | Squadre | Corea del Sud Choi In-jeong Kang Young-mi Lee Hye-in Song Se-ra                          | Cina Sun Yiwen Tang Junyao Xu Nuo Yu Sihan                                                    | Hong Kong Au Sin Ying Chan Wai Ling Kaylin Hsieh Lin Yik Hei                                  | [ 55 ] |
| 22 giugno 2024   | Campionati asiatici Al Kuwait           | CC   | Fioretto | Indiv.  | Hong Se-na                                                                               | Komaki Kikuchi                                                                                | Yūka Ueno Wang Yuting                                                                         | [ 56 ] |
| 22 giugno 2024   | Campionati asiatici Al Kuwait           | CC   | Fioretto | Squadre | Giappone Sera Azuma Komaki Kikuchi Karin Miyawaki Yūka Ueno                              | Cina Chen Qingyuan Huang Qianqian Jiao Enqi Wang Yuting                                       | Corea del Sud Hong Se-na Kim Ki-yeun Lee Se-joo Park Ji-hee                                   | [ 57 ] |
| 22 giugno 2024   | Campionati asiatici Al Kuwait           | CC   | Sciabola | Indiv.  | Misaki Emura                                                                             | Yoon Ji-su                                                                                    | Jeon Ha-young Seri Ozaki                                                                      | [ 58 ] |
| 22 giugno 2024   | Campionati asiatici Al Kuwait           | CC   | Sciabola | Squadre | Cina Rao Xueyi Wei Jiayi Yang Hengyu Zhang Xinyi                                         | Kazakistan Karina Dospay Anastassiya Gulik Jasmin Kapydzhy Aigerim Sarybay                    | Corea del Sud Choi Se-bin Jeon Ha-young Jeon Eun-hye Yoon Ji-su                               | [ 59 ] |
| 22 giugno 2024   | Campionati panamericani Lima            | CC   | Spada    | Indiv.  | Margherita Guzzi Vincenti                                                                | Hadley Husisian                                                                               | Anne Cebula Montserrat Viveros                                                                | [ 60 ] |
| 22 giugno 2024   | Campionati panamericani Lima            | CC   | Spada    | Squadre | Canada Leonora Mackinnon Malinka Montanaro Ruien Xiao Julia Yin                          | Stati Uniti Anne Cebula Margherita Guzzi Vincenti Katharine Holmes Hadley Husisian            | Argentina Juliana Borgarucci Tamara Chwojnik Isabel Di Tella Datev Nahapetyan                 | [ 61 ] |
| 22 giugno 2024   | Campionati panamericani Lima            | CC   | Fioretto | Indiv.  | Lee Kiefer                                                                               | Eleanor Harvey                                                                                | Jacqueline Dubrovich Jessica Guo                                                              | [ 62 ] |
| 22 giugno 2024   | Campionati panamericani Lima            | CC   | Fioretto | Squadre | Stati Uniti Jacqueline Dubrovich Lee Kiefer Lauren Scruggs Maia Weintraub                | Canada Sabrina Fang Jessica Zi Jia Guo Eleanor Harvey Yunjia Zhang                            | Brasile Ana Beatriz Bulcao Mariana Pistoia Ana Toldo -                                        | [ 63 ] |
| 22 giugno 2024   | Campionati panamericani Lima            | CC   | Sciabola | Indiv.  | Elizabeth Tartakovsky                                                                    | Maia Chamberlain                                                                              | Pamela Brind'Amour Tatyana Nazlymov                                                           | [ 64 ] |
| 22 giugno 2024   | Campionati panamericani Lima            | CC   | Sciabola | Squadre | Stati Uniti Maia Chamberlain Tatyana Nazlymov Magda Skarbonkiewicz Elizabeth Tartakovsky | Canada Pamela Brind'Amour Zhi Jun Liu Marissa Ponich Julia Shi                                | Argentina Candela Belén Espinosa Veloso María Belén Pérez Maurice Maria Alicia Perroni -      | [ 65 ] |
| 27 luglio 2024   | Olimpiadi di Scherma Parigi             | OL   | Spada    | Indiv.  | Kong Man Wai                                                                             | Auriane Mallo-Breton                                                                          | Eszter Muhari                                                                                 | [ 66 ] |
| 27 luglio 2024   | Olimpiadi di Scherma Parigi             | OL   | Spada    | Squadre | Italia Rossella Fiamingo Mara Navarria Giulia Rizzi Alberta Santuccio                    | Francia Marie-Florence Candassamy Alexandra Louis-Marie Auriane Mallo-Breton Coraline Vitalis | Polonia Aleksandra Jarecka Alicja Klasik Renata Knapik-Miazga Martyna Swatowska-Wenglarczyk   | [ 67 ] |
| 27 luglio 2024   | Olimpiadi di Scherma Parigi             | OL   | Fioretto | Indiv.  | Lee Kiefer                                                                               | Lauren Scruggs                                                                                | Eleanor Harvey                                                                                | [ 68 ] |
| 27 luglio 2024   | Olimpiadi di Scherma Parigi             | OL   | Fioretto | Squadre | Stati Uniti Jacqueline Dubrovich Lee Kiefer Lauren Scruggs Maia Weintraub                | Italia Arianna Errigo Martina Favaretto Alice Volpi Francesca Palumbo                         | Giappone Sera Azuma Karin Miyawaki Yūka Ueno Komaki Kikuchi                                   | [ 69 ] |
| 27 luglio 2024   | Olimpiadi di Scherma Parigi             | OL   | Sciabola | Indiv.  | Manon Apithy-Brunet                                                                      | Sara Balzer                                                                                   | Olha Kharla                                                                                   | [ 70 ] |
| 27 luglio 2024   | Olimpiadi di Scherma Parigi             | OL   | Sciabola | Squadre | Ucraina Yuliya Bakastova Alina Komachtchouk Olha Kharlan Olena Kravatska                 | Corea del Sud Choi Se-bin Jeon Ha-young Jeon Eun-hye Yoon Ji-su                               | Giappone Risa Takashima Seri Ozaki Misaki Emura Shihomi Fukushima                             | [ 71 ] |

### Uomini

#### Circuito principale
| Data             | Nome e luogo                          | Cat. | Arma     | Tipo    | Vincitore                                                                       | Finalista                                                                                               | Semifinalisti                                                                   | T       |
| ---------------- | ------------------------------------- | ---- | -------- | ------- | ------------------------------------------------------------------------------- | --- | ------------------------------------------------------------------------------- | ------- |
| 9 novembre 2023  | Coppa del Mondo Algeri                | CdM  | Sciabola | Indiv.  | Boladé Apithy                                                                   | Oh Sang-uk                                                                                              | Áron Szilágyi Pietro Torre                                                      | [ 72 ]  |
| 9 novembre 2023  | Coppa del Mondo Algeri                | CdM  | Sciabola | Squadre | Stati Uniti Eli Dershwitz Andrew Doddo Antonio Heathcock Colin Heathcock        | Corea del Sud Gu Bon-gil Ha Han-sol Oh Sang-uk Park Sang-won                                            | Italia Enrico Berrè Luca Curatoli Michele Gallo Luigi Samele                    | [ 73 ]  |
| 10 novembre 2023 | Coppa del Mondo Berna                 | CdM  | Spada    | Indiv.  | Lucas Malcotti                                                                  | Alexis Bayard                                                                                           | Máté Koch Masaru Yamada                                                         | [ 74 ]  |
| 10 novembre 2023 | Coppa del Mondo Berna                 | CdM  | Spada    | Squadre | Francia Alexandre Bardenet Gaétan Billa Yannick Borel Romain Cannone            | Italia Gabriele Cimini Davide Di Veroli Andrea Santarelli Federico Vismara                              | Ungheria Tibor Andrásfi Máté Koch David Nagy Gergely Siklósi                    | [ 75 ]  |
| 10 novembre 2023 | Coppa del Mondo Istanbul              | CdM  | Fioretto | Indiv.  | Alexander Massialas                                                             | Cheung Ka Long                                                                                          | Giorgio Avola Giulio Lombardi                                                   | [ 76 ]  |
| 10 novembre 2023 | Coppa del Mondo Istanbul              | CdM  | Fioretto | Squadre | Italia Guillaume Bianchi Alessio Foconi Daniele Garozzo Filippo Macchi          | Giappone Kazuki Iimura Kyōsuke Matsuyama Yudai Nagano Takahiro Shikine                                  | Stati Uniti Miles Chamley-Watson Nick Itkin Alexander Massialas Gerek Meinhardt | [ 77 ]  |
| 7 dicembre 2023  | Trofeo Nuoma Orléans                  | GP   | Sciabola | Indiv.  | Matyas Szabo                                                                    | Maxime Pianfetti                                                                                        | Sébastien Patrice Pietro Torre                                                  | [ 78 ]  |
| 8 dicembre 2023  | Coppa del Mondo Vancouver             | CdM  | Spada    | Indiv.  | Luidgi Midelton                                                                 | Wang Zijie                                                                                              | Giulio Gaetani Kōki Kanō                                                        | [ 79 ]  |
| 8 dicembre 2023  | Coppa del Mondo Vancouver             | CdM  | Spada    | Squadre | Giappone Kōki Kanō Ryū Matsumoto Kazuyasu Minobe Masaru Yamada                  | Italia Valerio Cuomo Davide Di Veroli Andrea Santarelli Federico Vismara                                | Venezuela Francisco Limardo Jesús Limardo Rubén Limardo Grabiel Lugo            | [ 80 ]  |
| 8 dicembre 2023  | Coppa del Mondo Tokoname              | CdM  | Fioretto | Indiv.  | Alexander Massialas                                                             | Mohamed Hamza                                                                                           | Choi Chun Yin Edoardo Luperi                                                    | [ 81 ]  |
| 8 dicembre 2023  | Coppa del Mondo Tokoname              | CdM  | Fioretto | Squadre | Francia Maximilien Chastanet Enzo Lefort Julien Mertine Rafaël Savin            | Italia Guillaume Bianchi Daniele Garozzo Filippo Macchi Tommaso Marini                                  | Hong Kong Cheung Ka Long Choi Chun Yin Nicholas Choi Ng Lok Wang                | [ 82 ]  |
| 11 gennaio 2024  | Coppa del Mondo Parigi                | CdM  | Fioretto | Indiv.  | Tommaso Marini                                                                  | Alessio Foconi                                                                                          | Guillaume Bianchi Filippo Macchi                                                | [ 83 ]  |
| 11 gennaio 2024  | Coppa del Mondo Parigi                | CdM  | Fioretto | Squadre | Stati Uniti Miles Chamley-Watson Chase Emmer Nick Itkin Alexander Massialas     | Giappone Kazuki Iimura Kyōsuke Matsuyama Yudai Nagano Takahiro Shikine                                  | Francia Maximilien Chastanet Julien Mertine Maxime Pauty Rafaël Savin           | [ 84 ]  |
| 12 gennaio 2024  | Grand Prix Tunisi Tunisi              | GP   | Sciabola | Indiv.  | Colin Heathcock                                                                 | Farès Ferjani                                                                                           | Sandro Bazadze Áron Szilágyi                                                    | [ 85 ]  |
| 29 gennaio 2024  | Grand Prix del Qatar Doha             | GP   | Spada    | Indiv.  | Yuval Freilich                                                                  | Federico Vismara                                                                                        | Samuel Imrek Yeisser Ramirez                                                    | [ 86 ]  |
| 9 febbraio 2024  | Trofeo INALPI Torino                  | GP   | Fioretto | Indiv.  | Cheung Ka Long                                                                  | Alexander Choupenitch                                                                                   | Nick Itkin Enzo Lefort                                                          | [ 87 ]  |
| 9 febbraio 2024  | Coppa del Mondo Tbilisi               | CdM  | Sciabola | Indiv.  | Áron Szilágyi                                                                   | Ali Pakdaman                                                                                            | Sandro Bazadze Luigi Samele                                                     | [ 88 ]  |
| 9 febbraio 2024  | Coppa del Mondo Tbilisi               | CdM  | Sciabola | Squadre | Corea del Sud Do Gyeong-dong Gu Bon-gil Park Sang-won Sung Hyeon-mo             | Ungheria Tamás Decsi Csanád Gémesi András Szatmári Áron Szilágyi                                        | Stati Uniti Eli Dershwitz Filip Dolegiewicz Colin Heathcock Mitchell Saron      | [ 89 ]  |
| 22 febbraio 2024 | Coppa d'Heidenheim Heidenheim         | CdM  | Spada    | Indiv.  | Masaru Yamada                                                                   | Enrico Piatti                                                                                           | Paul Allègre Federico Vismara                                                   | [ 90 ]  |
| 22 febbraio 2024 | Coppa d'Heidenheim Heidenheim         | CdM  | Spada    | Squadre | Ungheria Tibor Andrásfi Máté Koch David Nagy Gergely Siklósi                    | Giappone Kōki Kanō Ryū Matsumoto Kazuyasu Minobe Masaru Yamada                                          | Francia Alexandre Bardenet Romain Cannone Kendrick Jean-Joseph Luidgi Midelton  | [ 91 ]  |
| 22 febbraio 2024 | Sfida dei Faraoni Il Cairo            | CdM  | Fioretto | Indiv.  | Tommaso Marini                                                                  | Edoardo Luperi                                                                                          | Daniel Dosa Mo Ziwei                                                            | [ 92 ]  |
| 22 febbraio 2024 | Sfida dei Faraoni Il Cairo            | CdM  | Fioretto | Squadre | Italia Alessio Foconi Daniele Garozzo Filippo Macchi Tommaso Marini             | Giappone Kazuki Iimura Kyōsuke Matsuyama Yudai Nagano Takahiro Shikine                                  | Stati Uniti Miles Chamley-Watson Nick Itkin Alexander Massialas Gerek Meinhardt | [ 93 ]  |
| 1 marzo 2024     | Trofeo Luxardo Padova                 | CdM  | Sciabola | Indiv.  | Colin Heathcock                                                                 | Luigi Samele                                                                                            | Ziad El-Sissy Santiago Madrigal                                                 | [ 94 ]  |
| 1 marzo 2024     | Trofeo Luxardo Padova                 | CdM  | Sciabola | Squadre | Corea del Sud Do Gyeong-dong Gu Bon-gil Ha Han-sol Park Sang-won                | Stati Uniti Eli Dershwitz Filip Dolegiewicz Colin Heathcock Mitchell Saron                              | Francia Boladé Apithy Jean-Philippe Patrice Sébastien Patrice Maxime Pianfetti  | [ 95 ]  |
| 8 marzo 2024     | Grand Prix Westend Budapest           | GP   | Spada    | Indiv.  | Yannick Borel                                                                   | Gergely Siklósi                                                                                         | Máté Koch Kweon Young-jun                                                       | [ 96 ]  |
| 15 marzo 2024    | Grand Prix Washington Washington      | GP   | Fioretto | Indiv.  | Nick Itkin                                                                      | Enzo Lefort                                                                                             | Filippo Macchi Kyōsuke Matsuyama                                                | [ 97 ]  |
| 22 marzo 2024    | Coppa del Mondo Tbilisi               | CdM  | Spada    | Indiv.  | Romain Cannone                                                                  | Neisser Loyola                                                                                          | Alexandre Bardenet David Nagy                                                   | [ 98 ]  |
| 22 marzo 2024    | Coppa del Mondo Tbilisi               | CdM  | Spada    | Squadre | Francia Paul Allègre Yannick Borel Romain Cannone Luidgi Midelton               | Rep. Ceca Jiří Beran Michal Čupr Jakub Jurka Martin Rubeš                                               | Kazakistan Elmir Alimzhanov Ruslan Kurbanov Yerlik Sertay Vadim Sharlaimov      | [ 99 ]  |
| 22 marzo 2024    | Coppa del Mondo Budapest              | CdM  | Sciabola | Indiv.  | András Szatmári                                                                 | Luca Curatoli                                                                                           | Ali Pakdaman Enver Yıldırım                                                     | [ 100 ] |
| 22 marzo 2024    | Coppa del Mondo Budapest              | CdM  | Sciabola | Squadre | Stati Uniti Eli Dershwitz Filip Dolegiewicz Colin Heathcock Mitchell Saron      | Corea del Sud Do Gyeong-dong Gu Bon-gil Oh Sang-uk Park Sang-won                                        | Germania Luis Bonah Raoul Bonah Frederic Kindler Matyas Szabo                   | [ 101 ] |
| 3 maggio 2024    | Grand Prix Cali                       | GP   | Spada    | Indiv.  | Kōki Kanō                                                                       | Gergely Siklósi                                                                                         | Mohamed El-Sayed Máté Koch                                                      | [ 102 ] |
| 3 maggio 2024    | Grand Prix Seul                       | GP   | Sciabola | Indiv.  | Ziad El-Sissy                                                                   | Sandro Bazadze                                                                                          | Filip Dolegiewicz Colin Heathcock                                               | [ 103 ] |
| 3 maggio 2024    | Coppa del Mondo Hong Kong             | CdM  | Fioretto | Indiv.  | Guillaume Bianchi                                                               | Takahiro Shikine                                                                                        | Carlos Llavador Tommaso Marini                                                  | [ 104 ] |
| 3 maggio 2024    | Coppa del Mondo Hong Kong             | CdM  | Fioretto | Squadre | Hong Kong Cheung Ka Long Choi Chun Yin Lee Yat Long Leung Chin Yu               | Italia Guillaume Bianchi Alessio Foconi Filippo Macchi Tommaso Marini                                   | Corea del Sud Ha Tae-gyu Kim Dong-su Kim Jae-won Youn Jeong-yun                 | [ 105 ] |
| 17 maggio 2024   | Grand Prix Shanghai                   | GP   | Fioretto | Indiv.  | Cheung Ka Long                                                                  | Gerek Meinhardt                                                                                         | Mohamed Hamza Kazuki Iimura                                                     | [ 106 ] |
| 17 maggio 2024   | Challenge Monal Saint-Maur-des-Fossés | CdM  | Spada    | Indiv.  | Gergely Siklósi                                                                 | Masaru Yamada                                                                                           | Davide Di Veroli Wang Zijie                                                     | [ 107 ] |
| 17 maggio 2024   | Challenge Monal Saint-Maur-des-Fossés | CdM  | Spada    | Squadre | Giappone Kōki Kanō Akira Komata Kazuyasu Minobe Kentaro Murayama                | Francia Alexandre Bardenet Yannick Borel Romain Cannone Luidgi Midelton                                 | Kazakistan Elmir Alimzhanov Ruslan Kurbanov Yerlik Sertay Vadim Sharlaimov      | [ 108 ] |
| 17 maggio 2024   | Città di Madrid Madrid                | CdM  | Sciabola | Indiv.  | Sébastien Patrice                                                               | Ha Han-sol                                                                                              | William Morrill Matteo Neri                                                     | [ 109 ] |
| 17 maggio 2024   | Città di Madrid Madrid                | CdM  | Sciabola | Squadre | Stati Uniti Eli Dershwitz Filip Dolegiewicz Colin Heathcock William Morrill     | Egitto Mohamed Amer Ziad El-Sissy Yassine Khodir Adham Moataz                                           | Ungheria Tamás Decsi Csanád Gémesi Krisztián Rabb Áron Szilágyi                 | [ 110 ] |
| 6 giugno 2024    | Campionati africani Casablanca        | CC   | Spada    | Indiv.  | Mohamed El-Sayed                                                                | Houssam El Kord                                                                                         | Bedi Beugré Mohamed Yassine                                                     | [ 111 ] |
| 6 giugno 2024    | Campionati africani Casablanca        | CC   | Spada    | Squadre | Egitto Mohamed El-Sayed Ahmed El-Sayed Mahmoud Mohsen Mohamed Yassine           | Marocco Abdelkarim El Haouari Houssam El Kord Yehia Ellis Amine Faleh                                   | Sudafrica Sergey Losevskiy Michael Malahe Harry Saner -                         | [ 112 ] |
| 6 giugno 2024    | Campionati africani Casablanca        | CC   | Fioretto | Indiv.  | Mohamed Hamza                                                                   | Abdelrahman Tolba                                                                                       | Alaaeldin Abouelkassem Jérémy Keryhuel                                          | [ 113 ] |
| 6 giugno 2024    | Campionati africani Casablanca        | CC   | Fioretto | Squadre | Egitto Alaaeldin Abouelkassem Mohamed Essam Mohamed Hamza Abdelrahman Tolba     | Marocco Ahmed El Akkad Amir El Rhazzouly Amine Faleh Anouar Lachiri                                     | Senegal Famara Diame Noé Robin Bourama Keba Sagnan -                            | [ 114 ] |
| 6 giugno 2024    | Campionati africani Casablanca        | CC   | Sciabola | Indiv.  | Mohamed Amer                                                                    | Adham Moataz                                                                                            | Ziad El-Sissy Evann Girault                                                     | [ 115 ] |
| 6 giugno 2024    | Campionati africani Casablanca        | CC   | Sciabola | Squadre | Tunisia Mohamed Aziz Cherni Farès Ferjani Ahmed Ferjani Amenallah Hmissi        | Egitto Mohamed Amer Ziad El-Sissy Yassine Khodir Adham Moataz                                           | Marocco Walid El Falji Nadir Hanane Jihad Kabbaj Ali Maftouh                    | [ 116 ] |
| 18 giugno 2024   | Campionati europei Basilea            | CC   | Spada    | Indiv.  | Luidgi Midelton                                                                 | Gergely Siklósi                                                                                         | Tibor Andrásfi Ian Hauri                                                        | [ 117 ] |
| 18 giugno 2024   | Campionati europei Basilea            | CC   | Spada    | Squadre | Francia Paul Allègre Alexandre Bardenet Romain Cannone Luidgi Midelton          | Italia Gabriele Cimini Davide Di Veroli Andrea Santarelli Federico Vismara                              | Spagna Yulen Pereira Gerard Gonel Juan-Pedro Romero Eugeni Gavalda              | [ 118 ] |
| 18 giugno 2024   | Campionati europei Basilea            | CC   | Fioretto | Indiv.  | Tommaso Marini                                                                  | Alessio Foconi                                                                                          | Alexander Choupenitch Maxime Pauty                                              | [ 119 ] |
| 18 giugno 2024   | Campionati europei Basilea            | CC   | Fioretto | Squadre | Francia Maximilien Chastanet Enzo Lefort Julien Mertine Maxime Pauty            | Ungheria Daniel Dósa Andor Mihályi Gergő Szemes Gergely Tóth                                            | Italia Guillaume Bianchi Alessio Foconi Filippo Macchi Tommaso Marini           | [ 120 ] |
| 18 giugno 2024   | Campionati europei Basilea            | CC   | Sciabola | Indiv.  | Michele Gallo                                                                   | Luca Curatoli                                                                                           | Luigi Samele Jean-Philippe Patrice                                              | [ 121 ] |
| 18 giugno 2024   | Campionati europei Basilea            | CC   | Sciabola | Squadre | Ungheria Tamás Decsi Csanád Gémesi Krisztián Rabb Áron Szilágyi                 | Romania Matei Cidu Vlad Covaliu Radu Nițu Răzvan Ursachi                                                | Turchia Tolga Aslan Muhammed Kalender Furkan Yaman Enver Yıldırım               | [ 122 ] |
| 22 giugno 2024   | Campionati asiatici Al Kuwait         | CC   | Spada    | Indiv.  | Ho Wai Hang                                                                     | Ng Ho Tin                                                                                               | Akira Komata Yerlik Sertay                                                      | [ 123 ] |
| 22 giugno 2024   | Campionati asiatici Al Kuwait         | CC   | Spada    | Squadre | Kazakistan Elmir Alimzhanov Ruslan Kurbanov Yerlik Sertay Vadim Sharlaimov      | Giappone Kōki Kanō Akira Komata Kazuyasu Minobe Masaru Yamada                                           | Cina Lan Minghao Wang Zijie Xiu Yuhan Yang Fengming                             | [ 124 ] |
| 22 giugno 2024   | Campionati asiatici Al Kuwait         | CC   | Fioretto | Indiv.  | Kyōsuke Matsuyama                                                               | Kazuki Iimura                                                                                           | Mo Ziwei Takahiro Shikine                                                       | [ 125 ] |
| 22 giugno 2024   | Campionati asiatici Al Kuwait         | CC   | Fioretto | Squadre | Cina Chen Haiwei Mo Ziwei Wu Bin Xu Jie                                         | Corea del Sud Ha Tae-gyu Im Cheol-woo Lee Kwang-hyun Youn Jeong-hyun                                    | Giappone Kazuki Iimura Kyōsuke Matsuyama Yudai Nagano Takahiro Shikine          | [ 126 ] |
| 22 giugno 2024   | Campionati asiatici Al Kuwait         | CC   | Sciabola | Indiv.  | Oh Sang-uk                                                                      | Shen Chenpeng                                                                                           | Yousef al-Shamlan Mohammad Rahbari                                              | [ 127 ] |
| 22 giugno 2024   | Campionati asiatici Al Kuwait         | CC   | Sciabola | Squadre | Corea del Sud Gu Bon-gil Ha Han-sol Oh Sang-uk Park Sang-won                    | Iran Farzad Baher Aresbaran Mohammad Fotouhi Ali Pakdaman Mohammad Rahbari                              | Hong Kong Chan Lok Hei Ho Sze Long Leung Tin Ching Low Ho Tin                   | [ 128 ] |
| 22 giugno 2024   | Campionati panamericani Lima          | CC   | Spada    | Indiv.  | Samuel Imrek                                                                    | Kruz Schembri                                                                                           | Fynn Fafard Jesús Limardo                                                       | [ 129 ] |
| 22 giugno 2024   | Campionati panamericani Lima          | CC   | Spada    | Squadre | Venezuela Francisco Limardo Jesús Limardo Rubén Limardo Grabiel Lugo            | Colombia Juan Andres Castillo Guttierez Kevin Andres Restrepo Garcia Hernando Roa Jhon Édison Rodríguez | Brasile Alexandre Camargo Richard Grunhauser Leopoldo Gubert Pedro Petrich      | [ 130 ] |
| 22 giugno 2024   | Campionati panamericani Lima          | CC   | Fioretto | Indiv.  | Nick Itkin                                                                      | Gerek Meinhardt                                                                                         | Alexander Massialas Guilherme Toldo                                             | [ 131 ] |
| 22 giugno 2024   | Campionati panamericani Lima          | CC   | Fioretto | Squadre | Stati Uniti Miles Chamley-Watson Nick Itkin Alexander Massialas Gerek Meinhardt | Brasile Pedro Marostega Paulo Morais Ricardo Pacheco Guilherme Toldo                                    | Canada Blake Broszus Daniel Gu Bogdan Hamilton Maximilien van Haaster           | [ 132 ] |
| 22 giugno 2024   | Campionati panamericani Lima          | CC   | Sciabola | Indiv.  | Eli Dershwitz                                                                   | Mitchell Saron                                                                                          | Farès Arfa Olivier Desrosiers                                                   | [ 133 ] |
| 22 giugno 2024   | Campionati panamericani Lima          | CC   | Sciabola | Squadre | Stati Uniti Lev Ben Avram Eli Dershwitz Filip Dolegiewicz Mitchell Saron        | Canada Fares Arfa Francois Cauchon Olivier Desrosiers Shaul Gordon                                      | Messico Julian Ayala Josue Morales Jorge Antonio Rodriguez -                    | [ 134 ] |
| 27 luglio 2024   | Olimpiadi di Scherma Parigi           | OL   | Spada    | Indiv.  | Kōki Kanō                                                                       | Yannick Borel                                                                                           | Mohamed El-Sayed                                                                | [ 135 ] |
| 27 luglio 2024   | Olimpiadi di Scherma Parigi           | OL   | Spada    | Squadre | Ungheria Gergely Siklósi Máté Koch Tibor Andrásfi Dávid Nagy                    | Giappone Kōki Kanō Kazuyasu Minobe Masaru Yamada Akira Komata                                           | Rep. Ceca Jiří Beran Jakub Jurka Martin Rubeš Michal Čupr                       | [ 136 ] |
| 27 luglio 2024   | Olimpiadi di Scherma Parigi           | OL   | Fioretto | Indiv.  | Cheung Ka Long                                                                  | Filippo Macchi                                                                                          | Nick Itkin                                                                      | [ 137 ] |
| 27 luglio 2024   | Olimpiadi di Scherma Parigi           | OL   | Fioretto | Squadre | Giappone Takahiro Shikine Kazuki Iimura Kyōsuke Matsuyama Yudai Nagano          | Italia Tommaso Marini Guillaume Bianchi Filippo Macchi Alessio Foconi                                   | Francia Enzo Lefort Maxime Pauty Maximilien Chastanet Julien Mertine            | [ 138 ] |
| 27 luglio 2024   | Olimpiadi di Scherma Parigi           | OL   | Sciabola | Indiv.  | Oh Sang-uk                                                                      | Farès Ferjani                                                                                           | Luigi Samele                                                                    | [ 139 ] |
| 27 luglio 2024   | Olimpiadi di Scherma Parigi           | OL   | Sciabola | Squadre | Corea del Sud Oh Sang-uk Gu Bon-gil Park Sang-won Do Gyeong-dong                | Ungheria Áron Szilágyi Csanád Gémesi András Szatmári Krisztián Rabb                                     | Francia Sébastien Patrice Maxime Pianfetti Boladé Apithy Jean-Philippe Patrice  | [ 140 ] |

## Classifica generale

### Spada

#### Donne
| Pos. | Atleta                    | Punti |
| ---- | ------------------------- | ----- |
| 1    | Vivian Kong               | 265   |
| 2    | Auriane Mallo-Breton      | 199   |
| 3    | Eszter Muhari             | 158   |
| 4    | Giulia Rizzi              | 156   |
| 5    | Song Se-ra                | 142   |
| 6    | Alberta Santuccio         | 140   |
| 7    | Nelli Differt             | 130   |
| 8    | Marie-Florence Candassamy | 127   |
| 9    | Sun Yiwen                 | 112   |
| 10   | Margherita Guzzi Vincenti | 133   |

| Pos. | Nazione       | Punti |
| ---- | ------------- | ----- |
| 1    | Italia        | 404   |
| 2    | Corea del Sud | 332   |
| 3    | Cina          | 372   |
| 4    | Francia       | 260   |
| 5    | Stati Uniti   | 252   |

#### Uomini
| Pos. | Atleta                | Punti |
| ---- | --------------------- | ----- |
| 1    | Kōki Kanō             | 218   |
| 2    | Gergely Siklósi       | 198   |
| 3    | Yannick Borel         | 196   |
| 4    | Mohamed El-Sayed      | 160   |
| 5    | Federico Vismara      | 141   |
| 6    | Máté Koch             | 138   |
| 7    | Masaru Yamada         | 137   |
| 8    | Luidgi Midelton       | 126   |
| 9    | Tibor Andrásfi        | 121   |
| 10   | Yuval Shalom Freilich | 112   |

| Pos. | Nazione    | Punti |
| ---- | ---------- | ----- |
| 1    | Giappone   | 368   |
| 2    | Francia    | 356   |
| 3    | Ungheria   | 320   |
| 4    | Italia     | 280   |
| 5    | Kazakistan | 266   |

### Fioretto

#### Donne
| Pos. | Atleta                  | Punti |
| ---- | ----------------------- | ----- |
| 1    | Lee Kiefer              | 322   |
| 2    | Martina Favaretto       | 223   |
| 3    | Arianna Errigo          | 219   |
| 4    | Lauren Scruggs          | 171   |
| 5    | Alice Volpi             | 168   |
| 6    | Julia Walczyk-Klimaszyk | 154   |
| 7    | Jessica Guo             | 150   |
| 8    | Eleanor Harvey          | 141   |
| 9    | Anne Sauer              | 139   |
| 10   | Chen Qingyuan           | 126   |

| Pos. | Nazione     | Punti |
| ---- | ----------- | ----- |
| 1    | Italia      | 412   |
| 2    | Stati Uniti | 396   |
| 3    | Giappone    | 300   |
| 4    | Francia     | 270   |
| 5    | Polonia     | 254   |

#### Uomini
| Pos. | Atleta              | Punti |
| ---- | ------------------- | ----- |
| 1    | Cheung Ka Long      | 252   |
| 2    | Nick Itkin          | 210   |
| 3    | Mohamed Hamza       | 193   |
| 4    | Tommaso Marini      | 182   |
| 5    | Kazuki Iimura       | 177   |
| 6    | Guillaume Bianchi   | 171   |
| 7    | Filippo Macchi      | 170   |
| 8    | Alexander Massialas | 148   |
| 9    | Enzo Lefort         | 145   |
| 10   | Kyōsuke Matsuyama   | 140   |

| Pos. | Nazione     | Punti |
| ---- | ----------- | ----- |
| 1    | Italia      | 376   |
| 2    | Giappone    | 360   |
| 3    | Stati Uniti | 312   |
| 4    | Francia     | 302   |
| 5    | Cina        | 264   |

### Sciabola

#### Donne
| Pos. | Atleta                 | Punti |
| ---- | ---------------------- | ----- |
| 1    | Sara Balzer            | 236   |
| 2    | Manon Apithy-Brunet    | 219   |
| 3    | Olha Kharlan           | 215   |
| 4    | Misaki Emura           | 167   |
| 5    | Lucía Martín-Portugués | 163   |
| 6    | Theodóra Gkountoúra    | 133   |
| 7    | Araceli Navarro        | 118   |
| 8    | Jeon Ha-young          | 118   |
| 9    | Cécilia Berder         | 118   |
| 10   | Choi Se-bin            | 114   |

| Pos. | Nazione       | Punti |
| ---- | ------------- | ----- |
| 1    | Francia       | 380   |
| 2    | Ucraina       | 372   |
| 3    | Corea del Sud | 312   |
| 4    | Ungheria      | 256   |
| 5    | Stati Uniti   | 244   |

#### Uomini
| Pos. | Atleta            | Punti |
| ---- | ----------------- | ----- |
| 1    | Oh Sang-uk        | 247   |
| 2    | Ziad El-Sissy     | 192   |
| 3    | Farès Ferjani     | 186   |
| 4    | Luigi Samele      | 183   |
| 5    | Matyas Szabo      | 157   |
| 6    | Sébastien Patrice | 156   |
| 7    | Colin Heathcock   | 150   |
| 8    | Boladé Apithy     | 145   |
| 9    | Sandro Bazadze    | 139   |
| 10   | Luca Curatoli     | 110   |

| Pos. | Nazione       | Punti |
| ---- | ------------- | ----- |
| 1    | Corea del Sud | 424   |
| 2    | Stati Uniti   | 364   |
| 3    | Ungheria      | 332   |
| 4    | Francia       | 248   |
| 5    | Egitto        | 242   |